# Lac Burnaby
Pour les articles homonymes, voir Burnaby (homonymie).
Le lac Burnaby (en anglais Burnaby Lake) est un lac situé à Burnaby en Colombie-Britannique. D’une superficie de 3,11 km2, il abrite une importante faune et constitue l'élément principal du Burnaby Lake Regional Park qui est géré par le district régional du Grand Vancouver.

## Histoire

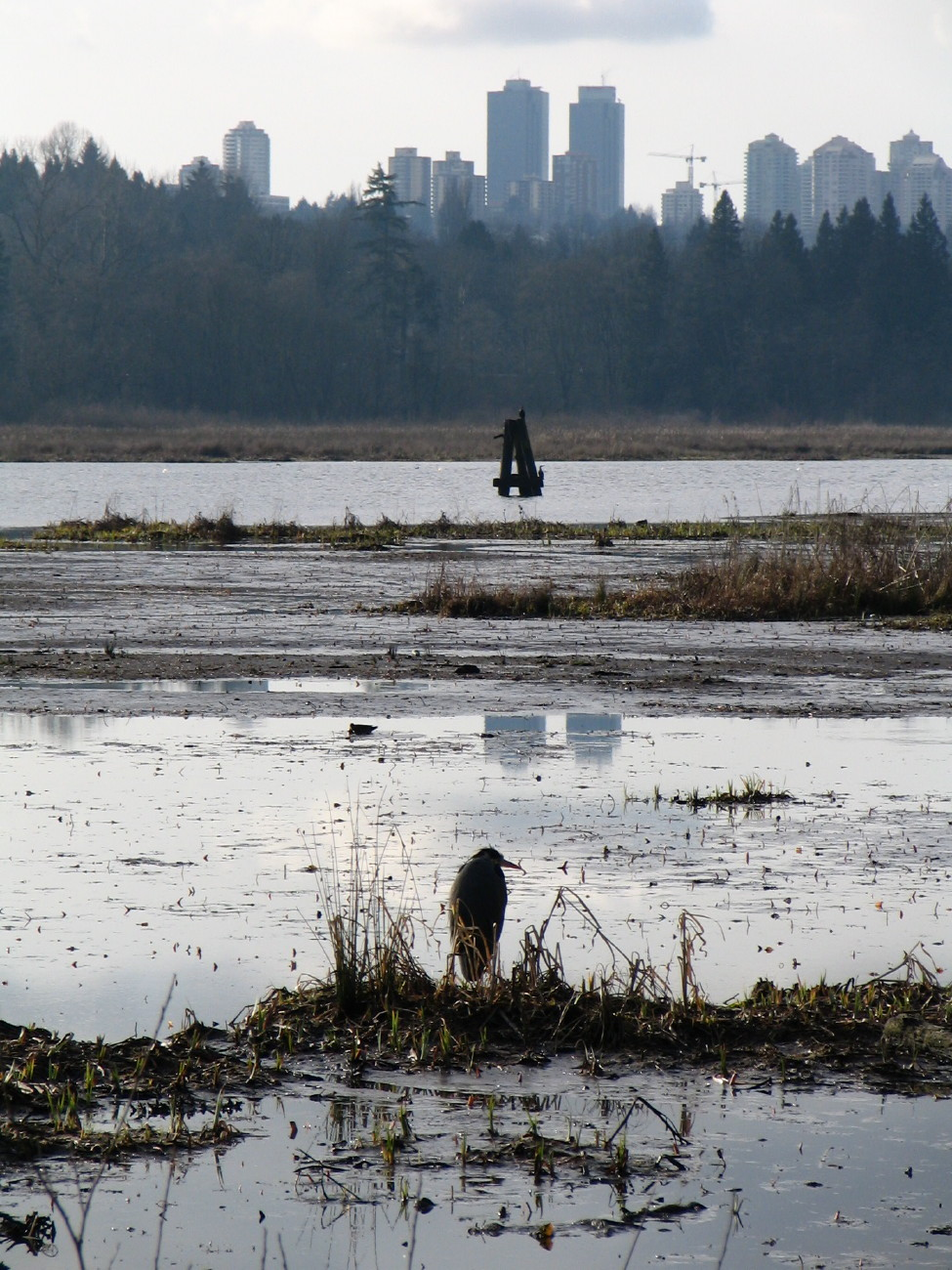
Le lac Burnaby par temps nuageux. Metrotown au loin.

D'origine glaciaire, le lac s'est formé il y a environ 12 000 ans, à la fin du Pléistocène, à l'ère glaciaire.
Le lac a été nommé par le colonel Richard Moody en l'honneur de son secrétaire privé, Robert Burnaby. Selon une carte et des documents du comité consultatif du patrimoine et du comité de gestion de l'environnement et des déchets de la ville de Burnaby (1993), en mars 1859, le colonel Moody a commencé à arpenter le site de New Westminster comme capitale de la nouvelle colonie de la Colombie-Britannique. Il était particulièrement intrigué par le fait qu'un lac d'eau douce existe au nord de la ville. Dans une lettre au Gouverneur James Douglas, Moody a écrit : "J'apprends maintenant des Indiens qu'un lac existe... Burnaby et Blake se sont immédiatement portés volontaires pour explorer et aussi tracer l'embouchure à Burrard's Inlet et d'écrire un rapport général sur la campagne au nord de la ville. Après une réticence considérable à cause du temps, je les ai laissés partir avec quatre jours de provisions, en ordre de marche léger, pas même des tentes, deux Indiens, un voyageur canadien attaché à l'équipe d'arpentage de Parson et mon fidèle caporal Brown R.E. Ils sont partis maintenant depuis trois jours dans le temps le plus déplorable. La pluie tombait à torrents toute la nuit dernière et elle continue toujours en torrents tropicaux - rien me réjouirait plus les yeux que de les revoir."
Robert Burnaby et le reste du groupe sont revenus sains et saufs et la carte hydrographique officielle produite en 1860 présentait deux découvertes : le lac Burnaby et la rivière Brunette.
À la fin du XIXe siècle, des scieries y étaient actives.

## Écologie

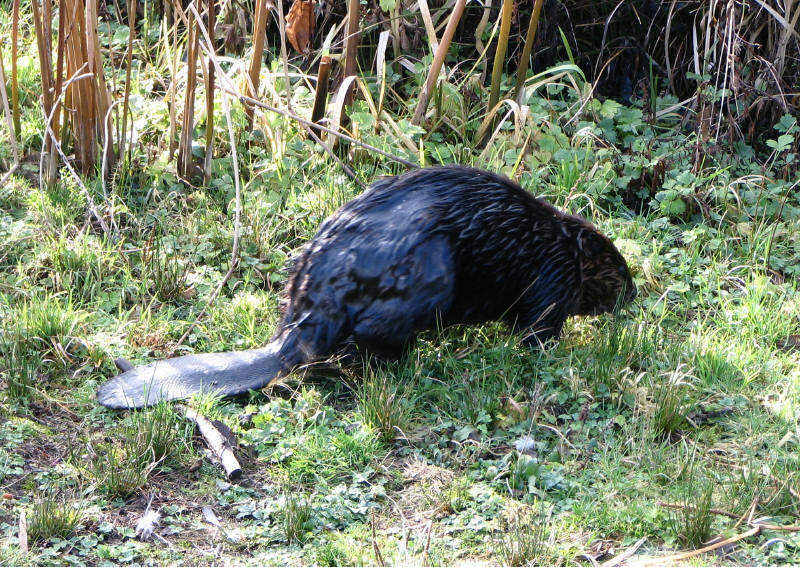
Un vieux castor qui boite.

Cane nichant dans le parc.

Le lac Burnaby abrite plus de 400 variétés d'espèces de plantes, oiseaux, poissons, mammifères, reptiles et amphibiens. Une variété exceptionnelle d'oiseaux fréquente la région : grand héron, pygargue à tête blanche, balbuzard pêcheur et héron vert. Les ours noirs ont été présents.
La végétation : bladderworts, quenouilles, joncs et carex est variée autour de la zone, avec des arbres à feuilles caduques à la lisière des marais. Les conifères occupent les zones les plus éloignées du lac.
Le lac agit comme un bassin de décantation pour les polluants provenant de Still Creek, protégeant ainsi la rivière Brunette qui en sort. De grandes quantités de sédiments, de tourbe, de mousse, de plantes en décomposition et de nénuphars rendent le lac impropre à la baignade.
Étant donné que de nombreux égouts pluviaux se déversent dans le lac, le barrage Cariboo de la rivière Brunette contrôle le débit d'eau sortant pour éviter les inondations en aval pendant les périodes de fortes pluies.

## Dragage
Au cours des dernières décennies, les sédiments ont rempli le lac, en réduisant la profondeur moyenne. Le lac n'est plus adapté aux sports de pagaie en compétition ; l'équilibre écologique normal a été perturbé et certaines parties risquent d'être réduites en vasières et zones humides. La ville a enlevé 360 000 mètres cubes de sédiments, dans le cadre du « projet de rajeunissement du lac Burnaby », en août 2006.